# (35835) 1999 JD58
1999 JD58 (asteroide 35835) é um asteroide da cintura principal. Possui uma excentricidade de 0.22742820 e uma inclinação de 4.60505º.
Este asteroide foi descoberto no dia 10 de maio de 1999 por LINEAR em Socorro.